# Corona solară

Corona solară observată în timpul unei eclipse totale de Soare

Corona solară (popular coroana solară) este partea atmosferei Soarelui situată dincolo de cromosferă și care se întinde pe mai multe milioane de kilometri diluându-se în spațiu. Corona este un tip de atmosferă formată din plasmă; aflată în jurul Soarelui sau a altor corpuri cerești, cel mai ușor de observat este în timpul unei eclipse totale de Soare.
Corona solară se întinde în jurul cromosferei cu o grosime de sute de mii de kilometri sau mai mult (milioane). Structura sa este foarte complicată și atinge temperatura de ordinul unui milion de grade (temperatură dedusă din mișcarea particulelor acestui mediu foarte rarefiat). Corona solară produce radioundele solare care au lungimi de undă metrice. În timpul maximului de pete corona este bogată și răspândită uniform. Ea se reduce în timpul minimului de pete, în regiunea ecuatorului apar alungiri, iar la poli doar câteva fire scurte (denumite iarbă polară).

## Descriere
Corona solară este stratul cel mai extern al atmosferei solare. Aceasta se întinde pe aproape  zece milioane de kilometri (circa 70 de ori raza Soarelui) dincolo de suprafața Soarelui (fotosfera). În timpul unei eclipse totale de Soare, ea apare în jurul discului lunar negru ca un inel luminos cu un contur neregulat. În timp ce temperatura centrului Soarelui este de șaisprezece milioane de kelvin, ea este de ordinul a unui milion de kelvini în corona solară, care este o plasmă. Temperatura ridicată a coronei solare a fost, pentru prima oară, pusă în evidență în 1942 de către Bengt Edlén, astrofizician suedez, care studia liniile spectrale observate în atmosfera Soarelui.

## Proprietăți fizice
Temperatura coronei solare este extrem de înaltă: en contrast 5.800 K a suprafeței solare și 7.000 K a cromosferei (un strat fin care separă suprafața de coroană), ea atinge două milioane de kelvini. Acest fenomen de creștere considerabilă a temperaturii pe măsură a îndepărtării de  suprafața Soarelui nu este elucidată în totalitate. El se  explică totuși, în parte, prin existența jeturilor  de plasmă denumite „spicule” și difuzate de la suprafață spre atmosfera înaltă cu o viteză variind de la 50 la 100 km/s. Sonda Parker Solar Probe, lansată la 12 august 2018, de la Cape Canaveral, în Florida, de NASA, și care are drept misiune să observe astrul solar timp de șapte ani, ar trebui să permită elucidarea misterului.
Mecanismele necesare pentru încălzirea coronei solare au fost timp îndelungat atribuite prezenței unor bucle ale câmpului magnetic, denumite „bucle coronale”. Aceste bucle trec prin polii Soarelui și se întind prin corona solară. Ele au capacitatea de a elibera mari cantități de energie, ceea ce face ca ele să joace un oarecare rol în încălzirea coronei solare.
La începutul anilor 2010, observații obținute de satelitul japonez Hinode au demonstrat că rolul buclelor coronale în încălzirea coronei solare nu este determinant. Potrivit unei publicații a astrofizicienilor de la Universitatea Columbia, încălzirea coronei ar fi rezultatul undelor Alfvén, alte unde electromagnetice emise de Soare.
Pe de altă parte, coroana solară este constituită din gaz foarte ionizat, sau plasmă, de o densitate extrem de slabă (în jur de 1012 ori mai puțin densă decât fotosfera). Din cauza temperaturii sale foarte ridicate, această plasmă emite radiații în ultravioletul extrem.